# München (film)
München (originaltitel Munich) är en Oscarsnominerad amerikansk-tysk-italiensk-fransk historisk dramafilm från 2005, regisserad av Steven Spielberg. Filmmanuset är baserat på boken "Vengeance: The True Story of an Israeli Counter-Terrorist Team" av George Jonas. På Oscarsgalan 2006 nominerades München till Bästa film, Bästa regi, Bästa manus efter förlaga, Bästa musik och Bästa klippning, utan att vinna en enda. Den förlorade sina nomineringar till Crash och Brokeback Mountain.

## Handling
Under de Olympiska spelen i München 1972 togs elva israeliska idrottsmän som gisslan och mördades av en palestinsk terroristgrupp kallad Svarta september. Den israeliska regeringen sätter samman en grupp Mossad-agenter, ledda av Avner Kaufman, för att slå tillbaka, resa runt i Europa och leta upp de elva ansvariga palestinierna och låta avrätta dem.

## Skådespelare
- Eric Bana - Avner Kaufman
- Daniel Craig - Steve
- Ciarán Hinds - Carl
- Mathieu Kassovitz - Robert
- Hanns Zischler - Hans
- Ayelet Zurer - Daphna Kaufman
- Geoffrey Rush - Ephraim
- Michael Lonsdale - Papa
- Mathieu Amalric - Louis
- Lynn Cohen - Golda Meir
- Marie-Josée Croze - Jeanette, nederländsk mördare
- Makram J. Khoury - Abdel Wael Zwaiter
- Igal Naor - Mahmoud Hamshari
- Omar Metwally - Ali
- Moritz Bleibtreu - Andreas
- Mostefa Djadjam - Hussein Abad al-Chir
- Gila Almagor - Avners mor
- Moshe Ivgy - Mike Harari
- Yvan Attal - Tony, Andreas vän
- Hiam Abbass - Marie Claude Hamshari
- Mehdi Nebbou - Ali Hassan Salameh
- Derar Suleiman - Muhammed "Abu" Youssef al-Najjar
- Ziad Adwan - Kemal Adwan
- Bijan Daneshmand - Kamal Nasser
- Djemel Barek - Zaid Muchassi
- Mouna Soualem - Amina Hamshari
- Karim Saleh - Luttif "Issa" Afif, palestiniern som ledde Münchenmassakern
- Assi Cohen - Nygift man i Cypern
- Lisa Werlinder - Nygift fru i Cypern
- Meret Becker - Yvonne

Den svenska skådespelerskan Eva Röse hade en roll i filmen, men blev bortklippt. En annan svensk skådespelerska – Lisa Werlinder – har en statistroll.

## Mottagande

### Vunna priser
- Central Ohio Film Critics Association Awards
  - Bästa Rollbesättning
- Kansas City Films Critics Circle Awards
  - Bästa film
  - Bästa regissör: Steven Spielberg
  - Bästa manus: Tony Kushner, Eric Roth
- Washington D.C. Area Film Critics Association Awards:
  - Bästa film
  - Bästa regissör: Steven Spielberg

### Nomineringar
- American Cinema Editors Awards, USA
  - Bästa filmklippning - Drama - Michael Kahn
- Australian Film Institute
  - Bästa manliga huvudroll - Eric Bana
- Broadway Film Critics Associsation Awards
  - Bästa regissör - Steven Spielberg
- Chicago Film Critics Association Awards
  - Bästa regissör - Steven Spielberg
  - Bästa foto - Janusz Kaminski
- Directors Guild of America, USA
  - Bästa regissör - Steven Spielberg
- Empire Awards, UK
  - Bästa thriller
- Golden Globe
  - Bästa regissör - Steven Spielberg
  - Bästa manus - Tony Kushner, Eric Roth
- Golden Trailer Awards
  - Bästa drama
- Grammy Awards
  - Bästa soundtrackalbum för film, TV eller andra media - John Williams
- Motion Picture Sound Editors, USA
  - Bästa ljud - Richard Hymns, Ewa Sztompke, Gwendolyn Yates Whittle, Marilyn McCoppen, Bruce Lacey, Barbara McBane, John Nutt,
- MPSE Golden Reel Awards
  - Ljudklippning
- Online Film Critics Society Awards
  - Bästa film
  - Bästa regissör - Steven Spielberg
  - Bästa manus - Tony Kushner, Eric Roth
  - Bästa originalsoundtrack - John Williams
  - Bästa klippning - Michael Kahn
- Oscar:
  - Bästa film - Kathleen Kennedy, Steven Spielberg, Barry Mendel
  - Bästa regissör - Steven Spielberg
  - Bästa manus efter förlaga - Tony Kushner, Eric Roth
  - Bästa musik - John Williams
  - Bästa klippning - Michael Kahn
- Washington D.C. Area Film Critics Association Awards
  - Bästa manus - Tony Kushner, Eric Roth
  - Bästa manliga biroll - Geoffrey Rush
- World Soundtrack Awards
  - Bästa originalsoundtrack - John Williams